# Folytassa… (filmsorozat)
A Folytassa… (eredeti angol címe Carry On…) egy hosszú ideig futó, alacsony költségvetésű brit filmvígjáték-sorozat volt, rendezője Gerald Thomas, producere Peter Rogers. A filmeket a paródia, komédia, helyzetvígjáték, és a kétértelműség energikus keveréke alkotta.
Huszonkilenc eredeti film és egy összeállított gyűjteményes program készült 1958 és 1978 között a Pinewood Stúdióban, egy további film készült 1992-ben. 2016-ban bejelentették, hogy egy újabb film kerül bemutatásra 2017-ben, Carry on Doctors címmel. Amennyiben sikeres lesz, még egy filmet készítenek, Carry on Campus címmel.
A filmek komikus színészek bő kínálatára épültek, akik fokozatosan cserélődtek az évek folyamán. A sorozat oszlopos tagjai a következő színészek voltak: Kenneth Williams (26 film, beleértve a That’s Carry On összeállítást), Joan Sims (24), Charles Hawtrey (23), Sid James (19), Kenneth Connor (17), Hattie Jacques (14), Bernard Bresslaw (14), és Barbara Windsor (10, melybe beletartozik szereplése a That’s Carry On összeállításban). A vígjáték-legenda, Frankie Howerd szintén kapcsolódott a Folytassa… sorozathoz, de csak két filmben (a Doktorban és a Dzsungelben) és az 1969-es karácsonyi televíziós különkiadásban tűnt fel.
A filmek humorát a brit komédiának a varietén és az akkoriban divatos vicces, pikáns tengerparti üdvözlőlapok kép- és hangulatvilágán alapuló hagyományaiból nyerték. Sokuk komoly filmeket parodizált: a Folytassa, Kleo! (Carry On Cleo, 1964) a Burton és Taylor-féle Kleopátrát (1963).
A Folytassa… humor fő erősségei a célozgatások voltak, illetve a brit intézmények és szokások kifigurázása, beleértve a National Health Service-t (Nemzeti Egészségügyi Szolgálat) (a Nővér, a Doktor, a Újra Doktor, és a Főnővér), a monarchiát (Henry), a birodalmat (Khyber) és a szakszervezeteket (Amikor Önnek megfelel)), éppúgy mint a Hammer filmstúdió horrorfilmjeit (Sikoltozva), a kempingezést (Kemping), az angolokat  külföldön (Külföld), a tengerpartot (Lányok), és egyebek közt a lakókocsis utazásokat (Ásatás). Habár a filmeket gyakran lehúzták a kritikusok, azok népszerűek voltak.
A sorozat 1958-ban a Folytassa, őrmester!-rel (Carry On Sergeant) kezdődött , mely egy csoport újonc katonai szolgálatban töltött idejéről szól, és amely elég sikeres volt ahhoz, hogy továbbiak kövessék. Az ezt megelőző évben egy film tűnt fel Folytassa, admirális! (Carry On Admiral) címmel, és habár ez ugyanazt a vígjátéki vonalat tartalmazta (Joan Sims-szel a szereplőgárdában), nem állt kapcsolatban a tervezett Carry On-sorozattal, nem is Gerald Thomas rendezte, hanem Val Guest. Az 1937-es Carry On London c. film, melyben a későbbi Folytassa… színész, Eric Barker szerepelt, sem kötődött a sorozathoz.
A Folytassa… filmek karakterei és vígjátéki stílusa később bekerültek egyéb médiumok show-jaiba. Több karácsonyi különkiadás és egy televíziós sorozat készült Carry On Laughing (Folytassa a nevetést) címmel. Három színpadi show is készült: Carry On London (Folytassa London), Carry On Laughing és Wot a Carry On In Blackpool (Micsoda hűhó Blackpoolban).

## A filmek
Gerald Thomas által rendezett Folytassa… filmek
| No. | Magyar cím                                                                               | Eredeti cím                          | Bemutató | Megjelenés   |
| --- | ---------------------------------------------------------------------------------------- | ------------------------------------ | -------- | ------------ |
| 1.  | Folytassa, őrmester!                                                                     | Carry On Sergeant                    | 1958     | fekete-fehér |
| 2.  | Folytassa, nővér!                                                                        | Carry On Nurse                       | 1959     | fekete-fehér |
| 3.  | Folytassa, tanár úr!                                                                     | Carry on Teacher                     | 1959     | fekete-fehér |
| 4.  | Folytassa, rendőr! (TV: Folytassa, fakabát!)                                             | Carry on Constable                   | 1960     | fekete-fehér |
| 5.  | Folytassa tekintet nélkül! (Folytassa, nem számít!)                                      | Carry on Regardless                  | 1961     | fekete-fehér |
| 6.  | Folytassa a hajózást!                                                                    | Carry on Cruising                    | 1962     | színes       |
| 7.  | Folytassa, taxisofőr!                                                                    | Carry on Cabby                       | 1963     | fekete-fehér |
| 8.  | Folytassa, Jack!                                                                         | Carry On Jack Carry On Venus         | 1964     | színes       |
| 9.  | Folytassa a kémkedést!                                                                   | Carry on Spying                      | 1964     | fekete-fehér |
| 10. | Folytassa, Kleo!                                                                         | Carry On Cleo                        | 1964     | színes       |
| 11. | Folytassa, cowboy!                                                                       | Carry On Cowboy                      | 1965     | színes       |
| 12. | Folytassa sikoltozva! (Folytassa a sikoltozást!)                                         | Carry On Screaming!                  | 1966     | színes       |
| 13. | Folytassa, forradalmár! Ne veszítsd el a fejed!                                          | (Carry On) – Don’t Lose your Head    | 1967     | színes       |
| 14. | Folytassa az idegenlégióban! (Folytassa a sivatagban!) (TV: Kövesse a tevét!)            | (Carry On) – Follow that Camel       | 1967     | színes       |
| 15. | Folytassa, doktor!                                                                       | Carry On Doctor                      | 1967     | színes       |
| 16. | Folytassa a Khyber-szorosban!                                                            | Carry On… Up the Khyber              | 1968     | színes       |
| 17. | Folytassa a kempingezést!                                                                | Carry On Camping                     | 1969     | színes       |
| 18. | Folytassa újra, doktor!                                                                  | Carry on Again Doctor                | 1969     | színes       |
| 19. | Folytassa a dzsungelben!                                                                 | Carry on Up the Jungle               | 1970     | színes       |
| 20. | Folytassa a szerelmet!                                                                   | Carry on Loving                      | 1970     | színes       |
| 21. | Folytassa, Henry! (Folytassa, Henrik!)                                                   | Carry on Henry (Carry on Henry VIII) | 1971     | színes       |
| 22. | Folytassa, amikor Önnek megfelel! (Folytassa, ahogy jólesik) (Folytassa, ahogy tetszik!) | Carry on at Your Convenience         | 1971     | színes       |
| 23. | Folytassa, főnővér!                                                                      | Carry On Matron                      | 1972     | színes       |
| 24. | Folytassa külföldön!                                                                     | Carry on Abroad                      | 1972     | színes       |
| 25. | Folytassák, lányok!                                                                      | Carry on Girls                       | 1973     | színes       |
| 26. | Folytassa, Dick!                                                                         | Carry on Dick                        | 1974     | színes       |
| 27. | Folytassa az ásatást!                                                                    | Carry on Behind                      | 1975     | színes       |
| 28. | Folytassa Angliában!                                                                     | Carry on England                     | 1976     | színes       |
| 29. | Folyton folyvást folytassa!                                                              | That’s Carry On!                     | 1977     | színes       |
| 30. | Folytassa, Emmanuelle                                                                    | Carry on Emmannuelle                 | 1978     | színes       |
| 31. | Folytassa, Kolumbusz!                                                                    | Carry on Columbus                    | 1992     | színes       |

Lazán kapcsolódó filmek
- Folytassa, ha már otthagyta! (The Big Job, 1965), rendező Gerald Thomas[1]
- Carry On Christmas Specials(wd)
  - Carry on Christmas, (tévéfilm, 1969), rendező Ronnie Baxter[1]
  - Carry on Again Christmas, (tévéfilm, 1970), rendező Alan Tarrant[1]
  - Carry on Christmas: Carry on Stufekete-fehéring (tévéfilm, 1972), rendező Ronnie Baxter
  - Carry on Christmas, (tévéfilm, 1973), rendező Ronald Fouracre

Tervezett filmek
- Carry on London (2003…?)
- Carry on Doctors (2017–2020?)
- Carry on Campus (2017–2020?)

## Az első filmek
1958-tól 1962-ig a forgatókönyveket Norman Hudis írta és a filmek többségét fekete-fehérben forgatták. Különböző típusú intézményrendszerekbe helyezve, az ügyetlenkedő főhős általában megbukik, azután végül is győz, dacára hányattatásainak.
A „Carry on, Sergeant” (Folytassa, őrmester!) frázis használata mindennapos volt a brit hadseregben, amikor a tisztek feladatuk folytatására szólították fel az őrmestereket, vagy egyéb beosztottjukat és valóban számos alkalommal használták az első filmben. Ez adta a címet is ennek a filmnek és a sablont a sorozat számára. Egy köznyelvi kifejezés is megjelent, a „What a carry-on!” azt jelentve: „Micsoda hűhó”, vagy „Mennyi badarság!”
A Folytassa tekintet nélkül! (Carry On Regardless) forgalomba hozatala után egy Carry On Spaceman című fekete-fehér filmet terveztek elkészíteni, de erről letettek. Dennis Gifford idején, 1962-ben a film felélesztését célzó tervek sem valósultak meg.

## A klasszikusFolytassa…-filmek
1963-ban Talbot Rothwell vette át a forgatókönyvíró feladatát. A szövegösszefüggések és a környezet igényesebbek lettek, gyakran parodizáltak jól ismert filmeket vagy életképeket. A változó időkkel tartva nagyobb hangsúlyt kaptak a szexuális tartalmú viccek és helyzetek. A ’60-as évek színes filmjei a sorozat legnépszerűbbjei között maradtak fenn.
Egy ponton Talbot Rothwell engedélyt kért és kapott arra, hogy egysorosakat és idézeteket kölcsönözzön, melyeket Frank Muir és Dennis Norden írt korábban a sikeres rádiós vígjáték-sorozathoz a Take It From Here-hez. Rothwell Muir és Norden barátja és kollégája volt.
A „Carry On” előtag elvétele a Folytassa, forradalmár! (Don’t Lose Your Head) és a Folytassa az idegenlégióban! (Follow That Camel) filmek eredeti címeiből a filmforgalmazó váltása miatt történt, az Anglo-Amalgamated-től kerültek a Rank Organisation-hoz. Később mindkét filmet újra kiadták a „Carry On” előtaggal.
Folytassa, taxisofőr! / Carry On Cabby (1963)
 Vissza a fekete-fehérhez; eredetileg nem Folytassa… forgatókönyvnek készült, Call Me a Cab címmel.
Folytassa, Jack! / Carry On Jack (1963)
 Ismét színesben; a kánon szerint nem számít sikeresnek.
Folytassa a kémkedést! / Carry On Spying (1964)
 Fekete-fehérben, néhány képsora a film noir szándékos paródiája.
Folytassa, Kleo! Carry On Cleo (1964)
 Színesben ismét (amint az összes ezután készülő film), felhasználva az 1963-as nagy Kleopátra-film forgatása után a helyszínen hátrahagyott kosztümöket és díszleteket.
Folytassa, cowboy! / Carry On Cowboy (1965)
 Azt mondják, ez a film volt Joan Sims és Sid James kedvence. James a „Rumpo Kölyköt” (The Rumpo Kid) alakította.
Folytassa sikoltozva! / Carry On Screaming! (1966)
 Egy horrorfilm-paródia, a Hammer-produkciók gótikus hangulatával. 2000-ben a Total Film magazin olvasóinak szavazatai alapján ez a film lett minden idők 40. legnagyobb vígjáték filmje. Harry H. Corbett vendégszerepelt a Sid James-i szerepben.
Folytassa, forradalmár! / Don’t Lose Your Head! (1966)
 A Vörös Pimpernel-történetek paródiája.
Folytassa az idegenlégióban! / Follow that Camel (1967)
 Ment „Folytassa a sivatagban!” és „Kövesse/Kövesd a tevét!” alternatív címek alatt is. A francia Idegenlégiós történetek parodizálása, és egy sikertelen próbálkozás arra, hogy Phil Silvers ismert amerikai komikus főszerepeltetésével betörjenek az amerikai piacra. Sid James, aki ebben a filmben nem szerepel, akkor szenvedte el az első szívrohamát, amikor a film gyártásba került.
Folytassa, doktor! / Carry On Doctor (1967)
Folytassa a Khyber-szorosban! / Carry On Up the Khyber (1968)
 A Brit Birodalom gyarmati haderejében uralkodó szokások és a brit gyarmati tisztviselők abszurd manírjainak kifigurázása. A fiktív helyszínt az afganisztáni Khyber-hágónak állították be.
Folytassa a kempingezést! / Carry On Camping (1969)
 A legnagyobb bevételt hozó film volt abban az évben az Egyesült Királyságban.
Folytassa újra, doktor! / Carry On Again Doctor (1969)

## Az 1970-es évek
Habár a sorozat népszerűsége folytatódott a korai ’70-es években, a színészekben és a kritikusokban is erősödött az az érzés, hogy a filmek minősége hanyatlásnak indult. A brit társadalom egyre jobban hozzászokott a szexuális tartalom látványához a képernyőn és a sorozatban megszokott burkolt célozgatások – bár észrevehetően erősebbek lettek – már nem gyakorolták a nézőkre azt a hatást, amit korábban. Továbbra is Rothwell maradt az író.
Folytassa a dzsungelben! / Carry On Up the Jungle (1970)
Az újonc Jacki Piper első megjelenése.
Folytassa a szerelmet! / Carry On Loving (1970)
Ez a film ifjú sztárokat hozott a sorozatba, közöttük olyan újoncokat, mint Imogen Hassall és Richard O’Callaghan a kulcsszerepekben.
Folytassa, Henry! / Carry On Henry (1971)
Sid James alakította VIII. Henriket.
Folytassa, amikor Önnek megfelel! / Carry On at Your Convenience (1971)
Az első pénzügyi bukás a sorozatban, bár később néhány Folytassa…-rajongó által a sorozat legjobbjai közé sorolt darab. A Folytassa… rendszeres főszereplői mellett kulcsszerep jut Richard O’Callaghannak, Jacki Pipernek és Kenneth Cope-nak.
Folytassa, főnővér! / Carry On Matron (1972)
Miután az előző film témaválasztása politikai természetű problémákat okozott, ez a film visszatért a jól ismert Folytassa…-környezethez egy nagy kórházban játszódó könnyed komédia formájában. A Matronben az időszak összes rendszeres szereplője játszott, Peter Butterworth kivételével és ez volt az utolsó Folytassa…, amelyben Terry Scott és Jacki Piper megjelentek.
Folytassa külföldön! / Carry On Abroad (1972)
Charles Hawtrey utolsó Folytassa…-szereplése ebben a filmben volt. A film egy katasztrofális társasutazás története, ahol minden, ami tönkremehet, rosszul is sült el.
Folytassák, lányok! / Carry On Girls (1973)
A történet egy küszködő tengerparti üdülőhelyről szól, mely megpróbál megszervezni egy szépségversenyt, és a harcias feministák erőfeszítéséről, hogy ezt megakadályozzák. Ez volt az első olyan film, melyben a két eddigi kulcs-főszereplő, Kenneth Williams és Charles Hawtrey nem szerepelt.
Folytassa, Dick! / Carry On Dick (1974)
A Dick Turpinról szóló betyártörténetek paródiája. Az utolsó Rothwell-film és az utolsó, melyben Sid James, Hattie Jacques és Barbara Windsor játszott.

## A késői 70-es évek
Miután Rothwell 1974-ben befejezte írói pályafutását, a filmekben az eddig megszokott szereplőgárda kevesebb tagja tűnt fel. Kimaradt Charles Hawtrey, aki a Külföldön-ben játszott utoljára, továbbá Sid James (†1976), Hattie Jacques és Barbara Windsor, akik a Dick-ben játszottak utoljára együtt.
Folytassa az ásatást! / Carry On Behind (1975)
Windsor Davies, Ian Lavender és szenzációként Elke Sommer vendégszereplése. Ez volt az utolsó 'Folytassa…' film Bernard Bresslaw-val.
Folytassa Angliában! / Carry On England (1976)
Ebben a filmben szinte teljesen új szereposztást hoztak. Bár Kenneth Connor, a rendszeresen játszó Folytassa… színész vezető szerepet kapott, a szintén játszó Joan Simsnek és Peter Butterworthnek csak apró szerep jutott. Windsor Davies, aki az előző filmben csatlakozott a sorozathoz, ismét jelentős szerepet kapott. A további főbb szerepekben a már bejáratott és elismert színészeket, Judy Geesont és Patrick Mowert láthatjuk. A film hatalmas bukás volt, néhány brit moziban csupán három napig játszották.
Folyton folyvást folytassa! / That’s Carry On! (1977)
Klipekből készült összeállítás, hozzá készült összekötő szövegekkel Kenneth Williams és Barbara Windsor előadásában.
Folytassa, Emmanuelle / Carry On Emmannuelle (1978)
A sorozatnak ez a darabja Just Jaeckin 1974-es Emmanuelle filmjének paródiája. Jogi kifogások megelőzésére az eredeti angol címben a főszereplő Emmanuelle nevét két n-nel írták. A korábbi Carry On filmeket itt a szexuális tartalom arányának növelésével frissítették. A két főszereplő Kenneth Williams és Suzanne Danielle angol táncművész-színésznő. Megjegyzést érdemel, hogy Jack Douglas a tőle megszokott dadogós, Alf-Ippititimus-típusú figurától eltérő személyiséget, egy sznob komornyikot formál meg.

## Felújítás
1992-ben kísérletet tettek a sorozat felélesztésére a Folytassa, Kolumbusszal (Carry On Columbus) – egyidőben két komoly mozifilm készültével e témában – és Kolumbusz Kristóf Amerikába érkezésének 500. évfordulójával. A producereknek sikerült számos alternatív komikust meggyőzniük, hogy szerepeljenek a filmben, úgymint Rik Mayallt, Alexei Sayle-t, Peter Richardsont és Julian Claryt, valamint Maureen Lipman és Marc Sinden komikus színészeket. A kritikusok leszólták a filmet, ennek ellenére az kereskedelmileg jó eredményt ért el, többet hozva a brit kasszáknál, mint az ugyanabban az évben kihozott másik két Kolombusz-ihlette mozifilm. Mindez azonban nem vetett gátat annak, hogy 2004-ben a Folytassa, Kolumbusz! felkerüljön a minden idők legrosszabb brit filmjeinek listájára.
Az összes eredeti Folytassa… szereplő közül csak Jim Dale (a címszerepben) és Jack Douglas volt látható a filmben – ekkorra sokan már meghaltak a többiek közül. Barbara Windsor a forgatókönyv elolvasása után visszautasította a filmbeli szereplést. Maroknyi színész, akik már játszottak kisebb szerepeket korábban az eredeti sorozatban, úgymint Peter Gilmore, Bernard Cribbins, Jon Pertwee, June Whitfield és Leslie Phillips ebben a filmben ismét feltűntek. Frankie Howerd eredetileg beleegyezett a szereplésbe, de elhunyt a forgatás megkezdése előtt, így szerepét Julian Claryhez igazították, aki végül el is játszotta azt.
A forgatókönyv, melyet Dave Freeman írt, a szokásos célozgatáson és helyzetkomikumon túl a gyarmatosításra vonatkozó magyarázatot tartalmazott.

## Carry On London (2003-2009)
2003-ban egy új filmet jelentettek be Carry On London (Folytassa, London) címmel, de az 2008-ban még mindig előkészítés alatt állt. A gyártó cég 2008. márciusában fejezte be a forgatókönyvet, amelynek „középpontjában egy limuzinos cég áll, mely hírességeket szállít egy díjkiosztó show-ra”. Jópárszor úgy tűnt, elkezdődik a filmforgatás, azonban ezek téves hírek voltak és a szereplőgárda is alaposan megváltozott az idők folyamán. Daniella Westbrook az elején kapcsolódott a projekthez, de mára már kiszállt belőle. 2006. májusában bejelentették hogy Vinnie Jones és Shane Richie szintén főszereplők lesznek a filmben, amit Peter Richardson rendezett volna, bár Ed Bye-t azóta is rendezőként hozzák kapcsolatba a projekttel. 2007. májusában bejelentették hogy a projekt „visszatért”, az új forgalomba hozatali dátuma 2009. lett, de azóta egyáltalán semmilyen hír sem érkezett róla. 2008. márciusában az ötvenedik évforduló alkalmából rendezett partin a Pinewood Stúdióban Peter Rogers megerősítette, hogy tervei vannak Folytassa… filmekre a London után, annak sikerétől függően.
2009. elején a Carry On London vagy Carry On Bananas megint visszatért, most Charlie Higsonnal mint rendezővel, a stábba pedig bevonva Paul O’Gradyt (mint a fanyar Kenneth Williams-i karaktert), Lenny Henryt, Justin Lee Collinst, Jennifer Ellisont (a pikánsan hetyke Barbara Windsor-típus megformálójaként), Liza Tarbucköt (Hattie Jacques), Meera Syalt, James Dreyfust és Frank Skinnert (a Sid James-i szerepet betöltendő). Higson nyilatkozott a Guardiannek a filmmel kapcsolatos terveiről, miszerint „ugyanolyan módon kell elkészítenünk a filmet mint az összes többit, de ennek másként kell tükröznie az aktuális társadalmi ügyeket: senki, aki ezen a projekten dolgozik, nem szeretné ha olyan lenne, mint a legutóbbi Rózsaszín Párduc film Steve Martinnal, mi azt akarjuk, hogy a hagyományokat követő de rohadtul vicces legyen”. Higson azt is kijelentette hogy a hollywoodi sztárokat, Ed Helmst és Paul Reubenst is szeretné bevonni a stábba, mondván hogy „A nemzetközi légkör hasznára válik a filmnek, Ed Helms felemelkedőben levő színész, amit a The Office-ban csinál, az az egyik legviccesebb dolog, amit valaha láttam, és mindig is szerettem volna Paul Reubensszel dolgozni, ő egy el nem ismert géniusz”. (http://www.imdb.com/title/tt0447886/ Archiválva 2009. január 31-i dátummal a Wayback Machine-ben)

## A népszerű kultúrában
A Folytassa… sikere oda vezetett, hogy kortárs komikusok alkalmanként parodizálták a sorozatot.
- A The Spitting Image Bookban (1985-ben adták ki), található egy utalás egy televízió számára készített filmre, melynek címe „Carry On Up the Rectum” (igen vaskos kifejezés, utalás a Carry On Up the Khyber-rel és valószínűleg a Carry On Up the Jungle-el), melyben feltehetőleg főszerepet játszottak: Sid James, Charles Hawtrey, Kenneth Williams, Hattie Jacques és Barbara Windsor, parodizálva a Folytassa… sorozat az 1970-es évektől kezdődő hanyatlását.
- Harry Enfield ál-dokumentumfilmje, a Sir Norbert Smith – a Life (1989) egy képzeletbeli Folytassa… film, a szintén vaskos című „Carry On Banging” (a kései, merészebb megközelítésű Folytassa… filmeknek, a Carry On Dick és a Carry On Emannuelle paródiája) egy klipjét tartalmazza. A helyszín a Greenhami Női Köz-béketábor az 1980-as években. Három eredeti Folytassa… színész tűnik fel benne: Barbara Windsor, Jack Douglas és Kenneth Connor.

## Rendszeresen szereplő színészek
- Kenneth Williams (26, beleértve a That’s Carry On műsor vezetését). Williams nagyszámú karaktertípust formált meg. A korai szerepeiben többnyire a prűdséget játszotta el, azután néha az álságos karakterét: kifejezetten talpnyaló és mézesmázos figura egyedi orrhanggal. Később a fennhéjázó, gőgös, büszke és könnyen felháborodó figura vált gyakoribbá és ez lett Williams legjobban ismert karaktertípusa. Williams néha más nemzethez tartozó személyt alakított, pl. az Up the Khyberben. Néhányszor, amikor szerepét valójában nem az álságos személyiséggel játszotta, előfordult hogy elsütött egy viccet ezen a hangon.
- Joan Sims (24). Sims játszott a leghosszabb ideig a sorozatban megszakítás nélkül, a Carry On Cleótól a Carry On Emanuelle-ig mind a húsz filmben szerepelt (kivéve a That’s Carry Ont). Sokféle személyiséget alakított, a vidám és magabiztos, de szilárd erkölcsi normákkal rendelkező fiatal nőtől (Camping, Loving) a szexi és érzéki asszonyokig – kívánatost és vágykeltőt (At Your Convenience), vagy nyerset és taszítót (Henry, Up The Khyber), egészen a fecsegő falánk (a Matron-ben) és a taszító vénlány figuráig (Doctor).
- Charles Hawtrey (23). Alapvetően ugyanannak a típusnak a különböző variációit játszotta összes Folytassa… filmjében: a szelíd, eléggé erőtlen, „anyuka pici fiát”, aki teljesen váratlanul tudott kicsapongó viselkedésben kitörni.
- Sid James (19). Sokszor formált meg nőfalókat, ez olyasmi volt, ami a magánéletében is problémákat okozott.
- Kenneth Connor (17). Gyakran játszott rászedett embereket, a karaktervonások a nagyképűtől a jámborig terjedtek.
- Peter Butterworth (16). Időnként kulcsszerepekben játszott a filmekben, gyakran az általában véve jóságos, rendíthetetlen nyugalmú de ügyetlenkedő segédet vagy szolgát alakította, aki képtelen volt átlátni a káoszt maga körül. Rendszeres szereplőtől szokatlan módon néhány filmben (Again Doctor, Henry és Loving) csak egyetlen jelenetben tűnik fel, rövid kámeoszerepben.
- Bernard Bresslaw (14). A tökfej és a nagydarab mamlasz megformálása között váltakozott szerepeiben, vagy az életerős, izmos és bombasztikus külföldit alakította. A kései filmekben (Dick, Behind) az általa játszott karakterek mélységükben jobban kidolgozottakká váltak.
- Hattie Jacques (14). Ő játszotta a dölyfös főnővért vagy iskolai igazgatónőt számos filmben.
- Jim Dale (11). Mellékszerepekben játszva csatlakozott a sorozathoz, de rövid idő alatt előlépett a fiatalabb, szimpatikus férfi főszereplő figurájába, gyakran a cselekmény romantikus szálában. Debütálásától kezdve egymás után kilenc filmben játszott.
- Peter Gilmore (11) általában mellékszerepekben, a Columbus forgatásán is részt vett.
- Barbara Windsor (10, a That’s Carry On-ban való szereplését is). Windsor az összes alkalommal, amikor Folytassa… sorozatban játszott, kulcsszerepet kapott. Szinte mindig a szemtelen, feleselő fiatal szöszi karakterét formálta meg, gyakran sokat felfedő kosztümben. Néha szemérmes, tiszta, máskor pedig könnyen befolyásolható figurát alakított.
- Patsy Rowlands (9). Mellékszerepekkel kezdett, gyakran az alulértékelt, szelíd és szürke kisegér-típusú titkárnőt, aki átalakul egy öntudatos és szexuálisan is tudatos nővé.
- Jack Douglas (8). Rövid karakterszerepben kezdett a Matron-ben, ahol egyetlen jelenetben szerepel egy sornyi szöveggel. Ezután egy picivel nagyobb szerepet kapott az Abroadban, ahol ismét az általa létrehozott Alf Ippititimus-típusú karaktert mutatta be. Szerepeinek súlya megnövekedett és egyre inkább eltért az ismerős Alf-előadásmódtól. Debütálása után Douglas az eredeti széria összes rákövetkező filmjében szerepelt és az egyike volt azon keveseknek, akik visszatértek a Columbus forgatására.
- Julian Holloway (8). Számos mellékszerepet játszott, általában az éretlen fiatalembert.
- Terry Scott (7). Egyebek között a kihasznált, rászedett férjet (Camping), az ordítozó őrmestert (Sergeant, Up the Khyber) és a szoknyapecér orvost (Matron) alakította.
- Valerie Leon (6). Mindig bájos szerepei voltak, mint a szép bolti eladólány, vagy az amazon királynő a Carry On Up the Jungle-ben.

## Fordítás
Ez a szócikk részben vagy egészben  a   Carry on films című angol Wikipédia-szócikk fordításán alapul.  Az eredeti cikk szerkesztőit annak laptörténete sorolja fel. Ez a jelzés csupán a megfogalmazás eredetét és a szerzői jogokat jelzi, nem szolgál a cikkben szereplő információk forrásmegjelöléseként.